# Chlamydia
Chlamydia é um género de bactérias Gram-negativas. As espécies dentro do grupo são pleomórficas, isto é, sem forma, devido à ausência de peptidoglicano, e imóveis. Os membros do género Chlamydia já foram classificados como vírus, visto serem organismos intracelulares obrigatórios, que aproveitam todo o aparelho enzimático que infecta.
As Chlamydia têm um ciclo de vida dimorfo:
- corpo reticular - forma de multiplicação.
- corpo elementar - forma de resistência com capacidade de infectar células (infecção).

Algumas espécies do grupo são agentes patogénicos para o Homem, provocando pneumonias, infecções dos olhos e doenças sexualmente transmissíveis como a clamídia.
Algumas espécies do género Chlamydia foram movidas para um género próprio, Chlamydophila, em 1999, com base em critérios genéticos.
Mais duas espécies foram adicionadas em 2014 (validadas em 2015): Ch. avium, que infecta pombos e papagaios, e Ch. gallinacea, que infeta galinhas, galinhas pintadas e perus.  Em 2015, Ch. abortus e as espécies reclassificadas do género Chlamydophila foram adicionadas à lista.

### Alterações taxonómicas
Chlamydia é um táxon genérico cunhado em 1945 por Jones et al., que tinha como espécie-tipo Chlamydia trachomatis. 
Classicamente (de 1971 a 1999), foram aceites quatro espécies dentro do género "Chlamydia" (de acordo com a classificação de Stolz e Page), que eram:
1. Chlamydia trachomatis (Busacca 1935) Rake, 1957, estirpe tipo: ATCC VR-571.;
2. Chlamydia pneumoniae;
3. Chlamydia pecorum; e
4. Chlamydia psittaci (Lillie 1930) Page, 1968, estirpe tipo: ATCC VR-125.

Em 1999, Everett, Bush e Andersen apresentaram uma nova proposta para a classificação de Chlamydiaceae, na qual foram feitas alterações de género para algumas espécies. Como resultado da proposta, foram validadas cinco novas espécies, enquanto que o C. pneumoniae, C. pecorum e C. psittaci foram transferidas para um novo género: Chlamydophila. A nova classificação foi apresentada da seguinte forma:
- A família Chlamydiaceae, classicamente formada por um único género (Chlamydia), passaria a estar dividida em dois géneros: Chlamydia e Chlamydophila gen. nov.
- A Chlamydophila difere da Chlamydia na sua sequência genética e proteica, não produz glicogénio detectável e possui um único [[operon] ribossomal, enquanto a Chlamydia possui dois.
- São criadas duas novas espécies: Chlamydia muridarum sp. nov. e Chlamydia suis sp. nov., que partilham o género Chlamydia com Chlamydia trachomatis, que teria apenas estas três espécies.
- Chlamydophila gen. Nov. é o género recém-criado, que assimila as espécies Chlamydia pecorum, Chlamydia pneumoniae e Chlamydia psittaci, que deixam de ser do género Chlamydia para se transformarem em Chlamydophila pecorum comb. Nov., Chlamydophila pneumoniae pente. nov. e Chlamydophila psittaci comb. nov.
- Três novas espécies são derivadas de Chlamydia psittaci, pertencentes ao género Chlamydophila, sendo elas: Chlamydophila abortus gen. nov., sp. nov., Chlamydophila caviae gen. nov., sp. nov. e Chlamydophila felis gen. nov., sp. nov.

A nova classificação de Everett et al. baseia-se em critérios fenotípicos, morfológicos e genéticos limitados (por exemplo, não considera análises recentes do operão ribossomal) e tem sido contestada por muitos investigadores de clamídia, a maioria dos quais não taxonomistas, que publicaram as suas objecções em 2001, que foram respondidas por Everett et al. As principais objecções baseiam-se no seguinte: não há razão suficiente para dividir a família primitiva Chlamydiaceae em dois novos géneros; os clínicos estão habituados à classificação atual e a mudança pode causar confusão; foi dada muita ênfase ao estudo de sequências curtas de nucleótidos e pouca ou insuficiente consideração foi dada às características biológicas básicas.
No entanto, nas palavras de Michael Ward, "a nova classificação de Everett et al. foi devidamente revista e aprovada pelas autoridades taxonómicas internacionais e deverá prevalecer até ser substituída por novos conhecimentos e um sistema mais eficaz. Isto porque incorpora a investigação molecular recente e as perspectivas actuais sobre a evolução microbiana". Mas a controvérsia continuou, uma vez que algumas análises genómicas recentes parecem apoiar a classificação das Chlamydiaceae num único género, Chlamydia, então a questão poderia ser revisitada. Na verdade, a reversão foi eventualmente aceite pela comunidade científica, Assim, o número de espécies (válidas) de Chlamydia aumentou para 9. Muitas espécies prováveis foram posteriormente isoladas, mas não nomeadas. Em 2013, uma décima espécie, Ch. ibidis, foi acrescentada, conhecida apenas de íbis-sagradas selvagens em França. Mais duas espécies foram adicionadas em 2014 (validadas em 2015): Ch. avium, que infecta pombos e papagaios, e Ch. gallinacea, que infecta galinhas, pintadas e perus. Em 2015, Ch. abortus e as espécies reclassificadas do género Chlamydophila foram adicionadas à lista. Varias especies novas foron clasificadas orixinalmente como cepas aberrantes de Ch. psittaci

## Genética
As espécies de Chlamydia têm um genoma de aproximadamente 1 a 1,3 pares de megabases de comprimento.

## Espécies
- Chlamydia trachomatis
- Chlamydia muridarum
- Chlamydia pneumoniae
- Chlamydia suis
- Chlamydia psittaci